# NIC-45
La NIC-45  es una importante carretera nacional clasificada como colectora principal en Nicaragua. Esta vía comienza en el Sur, conectándose con la NIC-33 en El Jobo, Departamento de Matagalpa y culmina en la NIC-5 en El Tuma - La Dalia, departamento de Matagalpa.

## Extensión
Con una extensión de 25,69 millas (41,3 km), la NIC-45 juega un rol clave en la conectividad y transporte de la región.